# Kim Ji-yoo
Kim Ji-yoon (Hangul: 김지유), es una actriz infantil surcoreana.

## Carrera
Es miembro de la agencia T1 Entertainment (티원 엔터테인먼트).
En el 2016 apareció en la serie Person Who Gives Happiness donde interpretó a Seo Yoo-ri de bebé, papel que interpretó la actriz infantil Choe Yoo-ri de chica.
El 3 de junio del 2017 apareció durante el primer episodio de la serie Duel donde dio vida a Ahn Hye-joo, una pequeña que es secuestrada y la hija de Ahn Jung-dong (Joo Suk-tae) y (Ha Ji-eun).
En el 2018 se unió al elenco de la exitosa y popular serie What's Wrong With Secretary Kim? donde interpretó a Kim Mi-so (Park Min-young) de pequeña, quien conoce por primera vez a Lee Sung-hyun (Moon Woo-jin/Park Seo-joon) cuando son pequeños luego de ser secuestrados.

## Filmografía

### Series de televisión
| Año  | Título                          | Personaje                | Notas       |
| ---- | ------------------------------- | ------------------------ | ----------- |
| 2021 | High Class                      | Lee Joon-hee             | [ 6 ]       |
| 2020 | Alice                           | Yoon Tae-yi (de pequeña) | 4 episodios |
| 2019 | Extraordinary You               | Eun Dan-oh (de niña)     | 2 episodios |
| 2019 | The Banker                      | Noh Han-sol (de niña)    |             |
| 2018 | Gangnam Scandal                 | Eun So-yoo (de niña)     |             |
| 2018 | What's Wrong With Secretary Kim | Kim Mi-so (de pequeña)   | 9 episodios |
| 2018 | Children of a Lesser God        | Da-yun                   |             |
| 2017 | Duel                            | Ahn Hye-joo              | ep. #1      |
| 2016 | Person Who Gives Happiness      | Seo Yoo-ri (de bebé)     |             |

### Películas
| Año  | Título                        | Personaje   | Notas |
| ---- | ----------------------------- | ----------- | ----- |
| 2016 | 동국대 졸업작품 단편영화 김장 | 지유        |       |
| 2016 | 계원예대 단편영화 IDEATH      | 주인공 아이 |       |

### Anuncios
| Año  | Título                   | Notas |
| ---- | ------------------------ | ----- |
| 2019 | 오뚜기 카레              |       |
| 2018 | KB 손해보험              |       |
| 2017 | 노르딕 아동용 방한마스크 |       |
| 2017 | 리바트 엔슬립            |       |
| 2017 | 쉐보레 인스타 스틸컷     |       |

## Premios y nominaciones
| Año  | Categoría | Premios                                     | Trabajo | Resultado |
| ---- | --------- | ------------------------------------------- | ------- | --------- |
| 2016 | 최우수상  | 한국국제무역박람회 어린이 광고모델 선발대회 | -       | Ganó      |
| 2016 | 우수상    | 제5회 애플도도키즈모델대회                  | -       | Ganó      |